# Le G.R.E.C.
 (février 2023).
Si vous disposez d'ouvrages ou d'articles de référence ou si vous connaissez des sites web de qualité traitant du thème abordé ici, merci de compléter l'article en donnant les références utiles à sa vérifiabilité et en les liant à la section « Notes et références ».
Cet article possède un paronyme, voir Le Grec.
Pour les articles homonymes, voir Grec (homonymie).
Le G.R.E.C. est une série télévisée française en 9 épisodes de 52 minutes, créée par Jean-François Porry, réalisée par Emmanuel Fonlladosa, Pat Leguen-Ténot, Guillaume Ringenbach, et diffusée à partir du 5 janvier 2000 sur TF1. Elle a été rediffusée sur la chaîne IDF1 en 2008.
La série est intégralement disponible sur la chaîne YouTube Génération Sitcoms depuis le 24 août 2017.

## Synopsis
Cette série met en scène les enquêtes d'une équipe de police particulière composée de jeunes flics de terrain. Yann, Rachid, Nathalie et Isabelle, appartiennent au G.R.E.C., le "Groupe de Recherche et d'Enquêtes Criminelles" mené par Yves le chef de groupe humain et proche de son équipe. Cette brigade un peu à part est dirigée par le commissaire divisionnaire Séverine Letellier, une jeune femme de caractère sévère mais  humaine et juste, qui fait confiance à son équipe dont elle apprécie le professionnalisme. Le G.R.E.C., contrairement à d'autres brigades qui agissent à la suite d'un délit, travaille en amont, avant qu'il n'y ait eu plainte. Équipe de prévention, ils sont sans cesse à la recherche d'informations pour élucider des meurtres et des enlèvements, démanteler les réseaux de dealers, débusquer les trafiquants de voitures ou les receleurs qui les mèneront aux braqueurs et aux assassins. Pour mener à bien leur mission, ils arpentent les rues de Paris et des banlieues chaudes, en civil ou à bord de voitures banalisées ou en moto, effectuent des filatures et des planques dans leurs "soums" et multiplient les contacts avec leurs indics. Chaque jour leur apporte son lot d'aventures avec ses missions parfois dangereuses, ses poursuites, ses "flag", mais aussi les amitiés qui se nouent entre les divers protagonistes et les drames humains auxquels ils sont confrontés.

## Distribution
- Isabelle Bouysse : Isabelle François
- Boris de Mourzitch : Yves Drouet
- Tsuyu Shimizu : Nathalie Royer
- Bruno Burtin : Yann Rimbaud
- Rachid Ferrache : Rachid Amar
- Géraldine Danon : Séverine Letellier

## Épisodes
1. Séquestration (avec la participation de Delphine Chanéac, Manoëlle Gaillard, Lucie Jeanne et Benjamin Tribes)
2. Un crime parfait (avec la participation de Cyrille Diabaté, Patrick Laplace et Benoît Solès)
3. Balle perdue (avec la participation de Anthony Dupray et Babsie Steger)
4. Entraînement mortel (avec la participation de Nadège Beausson-Diagne et Alicia Sportiello)
5. La Caisse (avec la participation de Marc Adjadj et Ambroise Michel)
6. Le Cousin (avec la participation de Nathalie Dudeck, Serge Gisquière et Philippe Morel)
7. Pour Sophie (avec la participation de Virginie Desarnauts, Céline Lebrun et Audrey Moore)
8. Piratage (avec la participation de Nadège Beausson-Diagne, Max Boublil, Lisa Crawford et Gianni Giardinelli)
9. French Kick (avec la participation de Claude Brécourt, Éric Galliano et Marie Sambourg)